# Ferenc Velkey
Ferenc Velkey, madžarski rokometaš, * 15. november 1915, Nagykáta (Pešta), † 12. september 2008.
Leta 1936 je na poletnih olimpijskih igrah v Berlinu v sestavi madžarske rokometne reprezentance osvojil četrto mesto.